# Niki Terpstra
Niki Terpstra (født 18. maj 1984) er en hollandsk tidligere professionel cykelrytter.